# 모하마드 라바니
물라 모하마드 라바니(다리어·파슈토어: محمد رباني, 1955년 ~ 2001년 4월 15일)는 탈레반의 주요 지도자 중 하나다. 최고 지도자(아미르 알무미닌) 모하마드 오마르 다음가는 2인자로, 탈레반 정권에서 대통령직을 맡았다.
1979년 소련이 아프가니스탄을 침공하여 일어난 소련-아프가니스탄 전쟁 때부터 무슬림 전사로 싸웠다. 1989년 소련군이 물러나자 일시적으로 싸움을 멈추었다가, 1994년 탈레반에 들어갔다. 아프가니스탄 내전 때 수도 카불에 대한 결정적 공세(카불 공방전 (1992년~1996년))를 이끌어 카불을 함락시켰다.
탈레반 정권이 세워진 뒤 카불에서 평의회를 장악하고 대통령이 되었다. 하지만 명목상의 국가원수였고, 실권은 남부의 칸다하르에 소재하고 있는 오마르에게 있었다. 탈레반 정권 붕괴 이후 파키스탄으로 도주했다가 2001년 간암으로 파키스탄 라왈핀디의 군병원에서 사망했다.